# Ernei, Mureș
Ernei (în maghiară Nagyernye, în germană Rohrdachen) este satul de reședință al comunei cu același nume din județul Mureș, Transilvania, România.

## Localizare
Localitatea este situată pe pârâul Călușeri sau Trebici, afluent al râului Mureș și pe drumul național DN 15 Târgu Mureș - Reghin - Piatra Neamț, în imediata apropiere (10 km) a municipiului Târgu Mureș. Satul se învecinează la nord cu Dumbrăvioara și Sângeru de Pădure, la est cu Icland, Săcăreni și Cotuș, la sud cu Sângeorgiu de Mureș, iar la vest se află râul Mureș.

## Date geologice
În subsolul localității se găsește un masiv de sare.

## Istoric

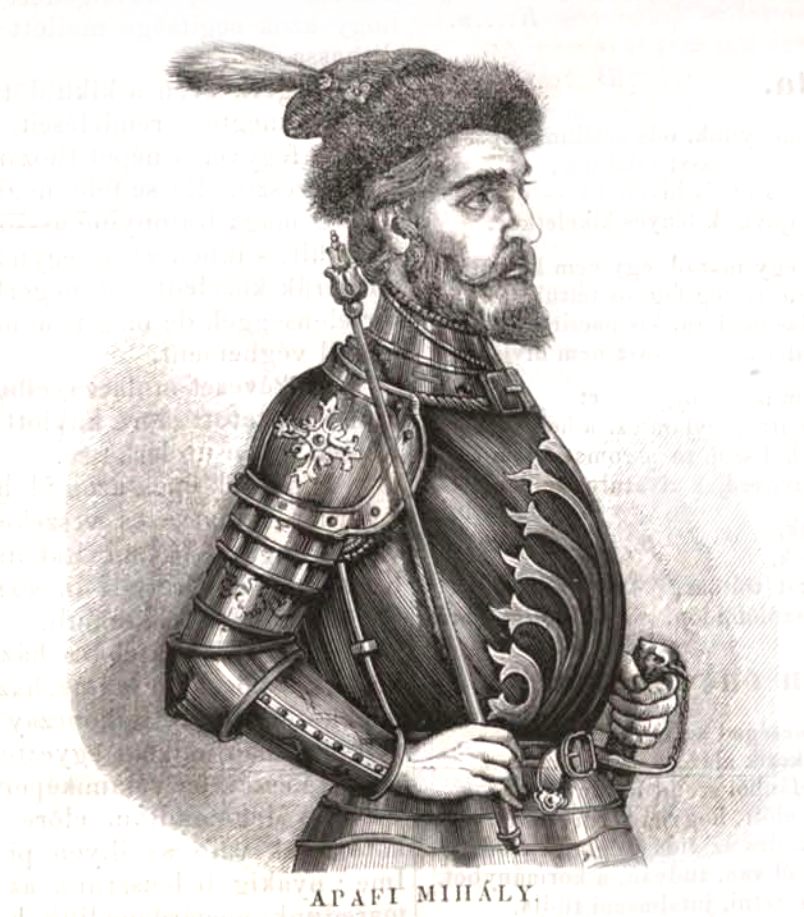
Mihai Apafi I

Satul Ernei a fost testat documentar în anul 1332 sub numele „Ernee”, când preotul Joan a plătit 14 dinari zeciuială papală. În Evul Mediu în Transilvania, această dijmă, care era plătită Bisericii catolice de către țăranii liberi, iobagi, târgoveți și micii nobili. 
În 1661 Ali pașa⁠(hu)[traduceți] a ridicat tabăra pe câmpia din marginea satului, numită Câmpia „Libáncs”, apoi l-a impus ca voievod al Transilvaniei pe Mihály Apafi. În anul 1602 au fost conscrise 22 familii, și anume 12 secui primipili, 2 secui pușcași pedeștri și 8 liberi. În anul 1614 erau conscriși 66 familii: 3 primori secui, 9 primipili secui, 8 pedeștri, 5 liberi, 15 iobagi, 7 jeleri secui, 17 jeleri din comitate și doi străini. În anul 1713 au fost conscrise 66 familii: 11 nobili, 31 primipili, 12 iobagi și 12 jeleri. În anul 1722 erau în sat 77 familii.
Pe Harta Iosefină a Transilvaniei din 1769-1773 (Sectio 128), localitatea apare sub numele de „Nagy Ernye”.

## Obiective
- Biserica reformată a fost construită între 1784-1788 în locul vechiului lăcaș de cult.
- Biserica romano-catolică a fost construită în 1904 pe locul edificiului care se datează din secolul al XII-lea
- Biserica unitariană a fost construită în 1729.
- Fosta biserică greco-catolică construită în 1931 este folosită de ortodocși.
- Castelul Bálintitt⁠(hu)[traduceți] construit în stil baroc în secolul al XIX-lea
- Dealul „Gomolyát”

Edificiile religioase
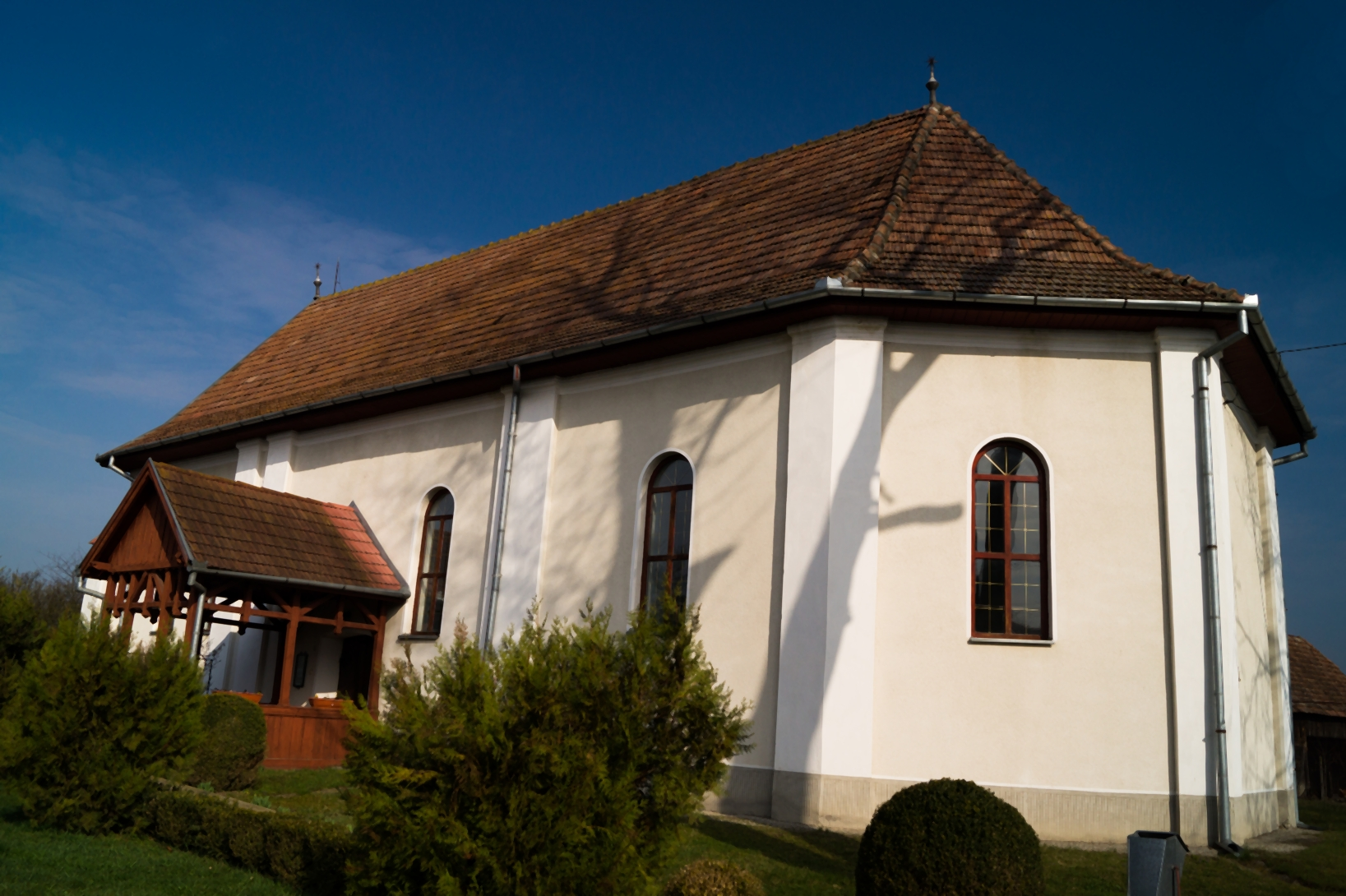
Biserica reformată
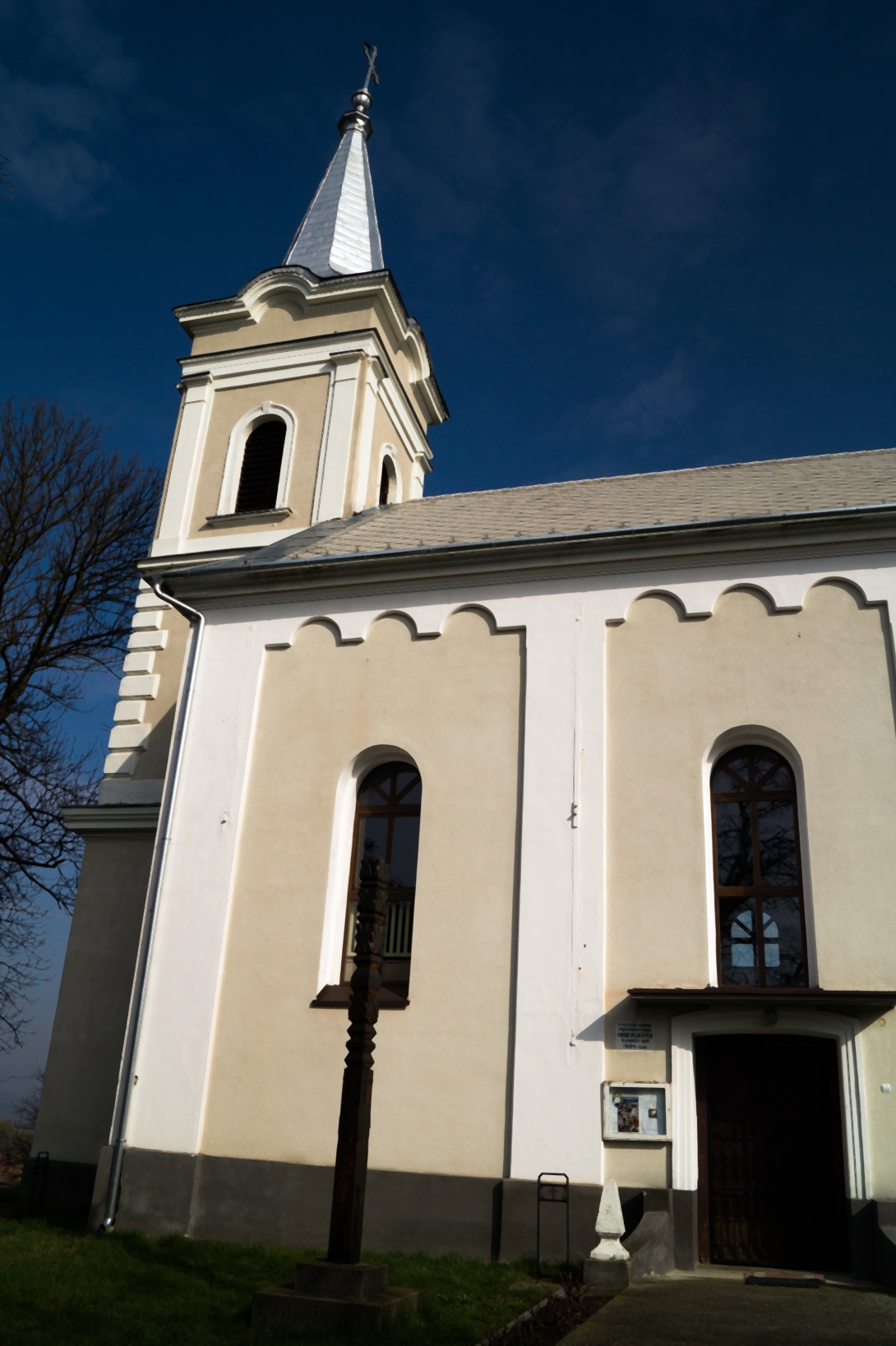
Biserica romano-catolică
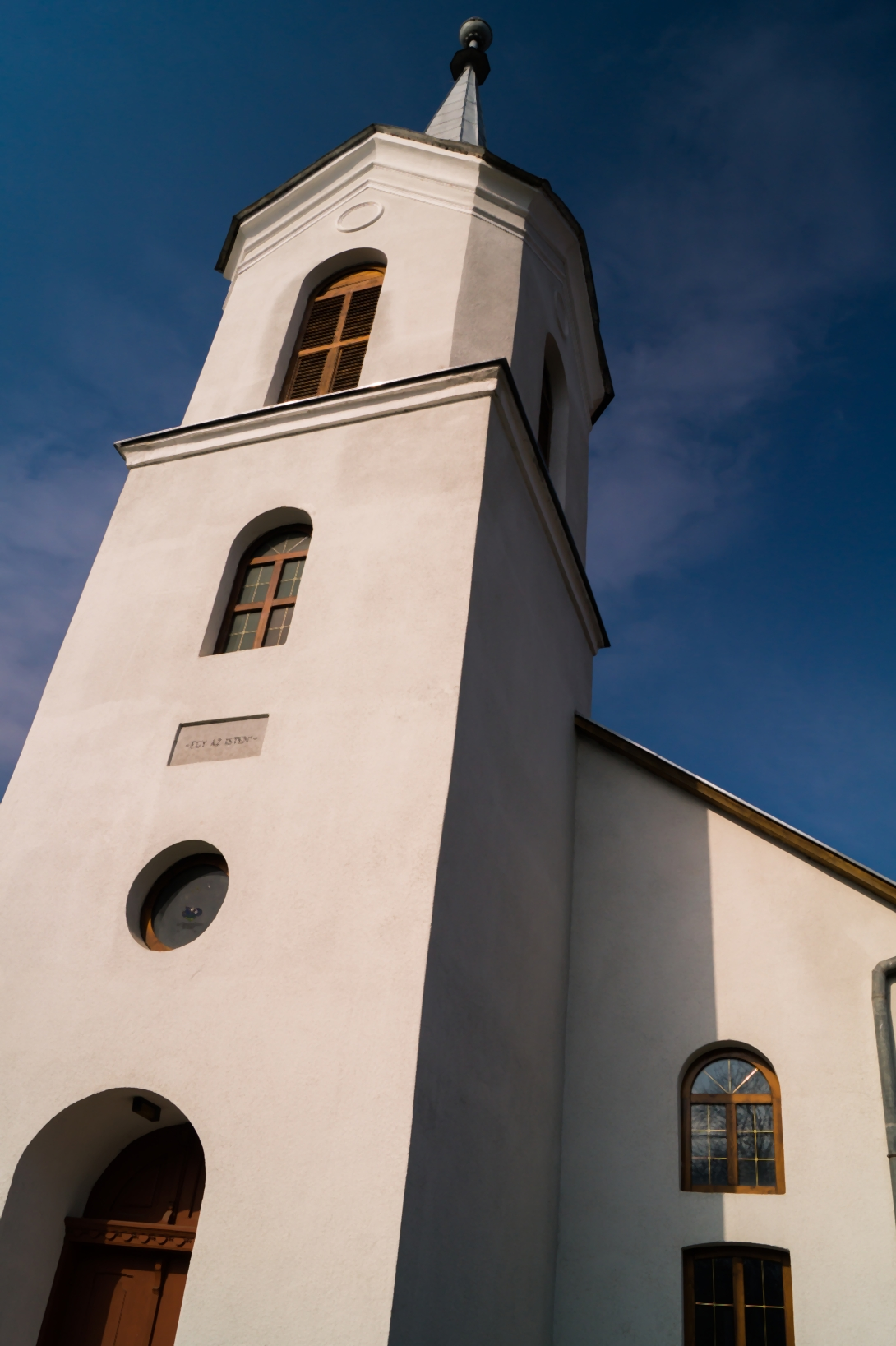
Biserica unitariană
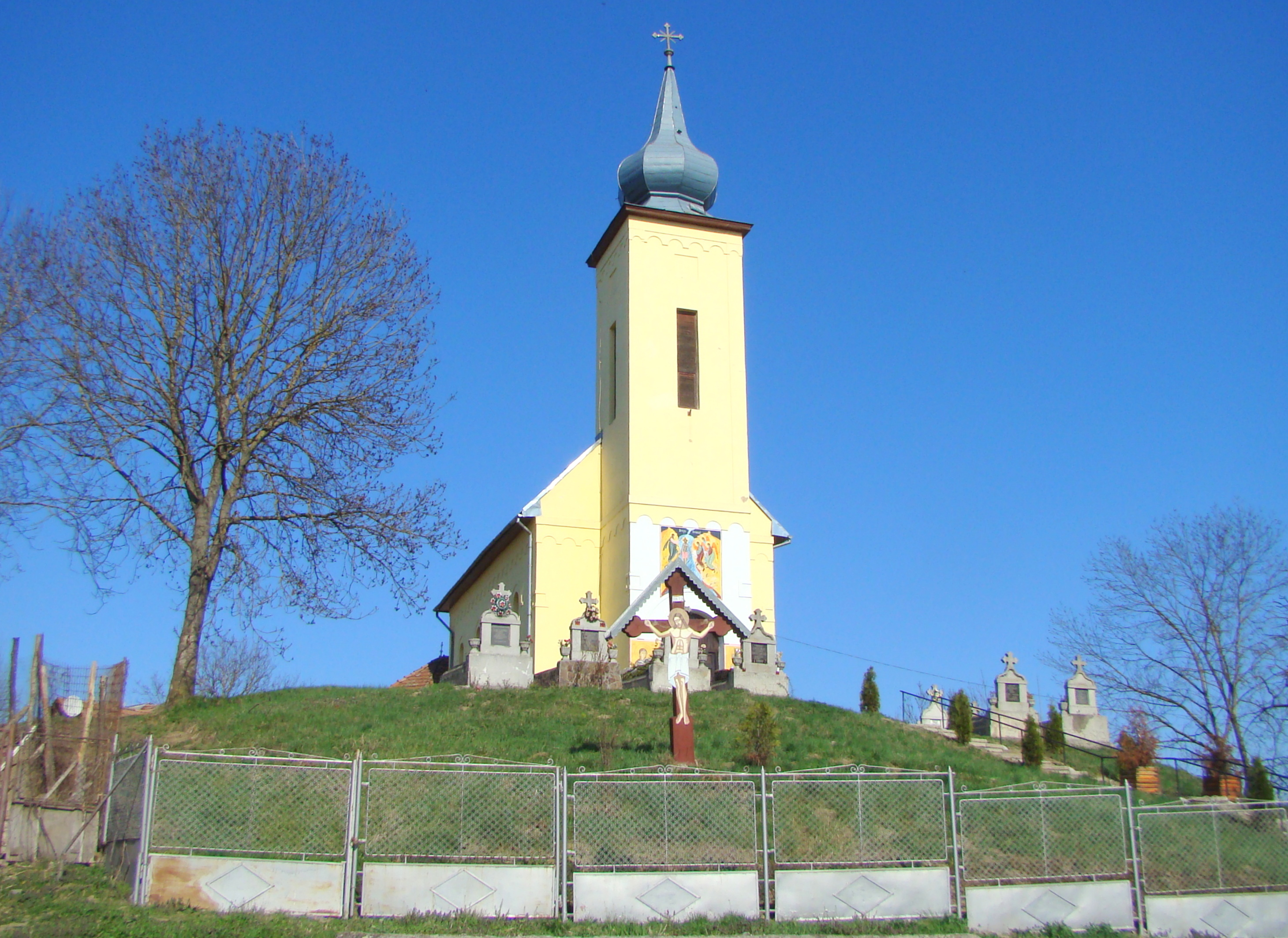
Biserica ortodoxă

## Personalități
S-au născut, ori au trăit în localitate:
- József Szenner (1881–1948), jurist, redactor, scriitor, politician
- Lajos Kelemen (1877–1963), istoric
- Imre Jeney(1908–1996), regizor
- Olga Nagy (1921–2006), folclorist
- Alajos Fülöp (1831–1902), preot paroh romano-catolic, scriitor
- baronul József Bálintitt (1851–1922), lingivst, poet, scriitor
- Lajos Nagy (1933), medic, redactor

## Vezi și
- Biserica de lemn din Ernei